# Giglio di giardino
Giglio di giardino è un termine utilizzato in araldica per indicare quello al naturale.
Il giglio di giardino è simbolo di castità, verginità e innocenza. Nella simbologia religiosa è attributo di Maria Vergine, di san Luigi Gonzaga e di sant'Antonio di Padova.

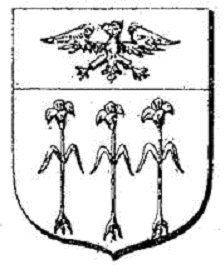
Tre gigli di giardino ordinati in fascia
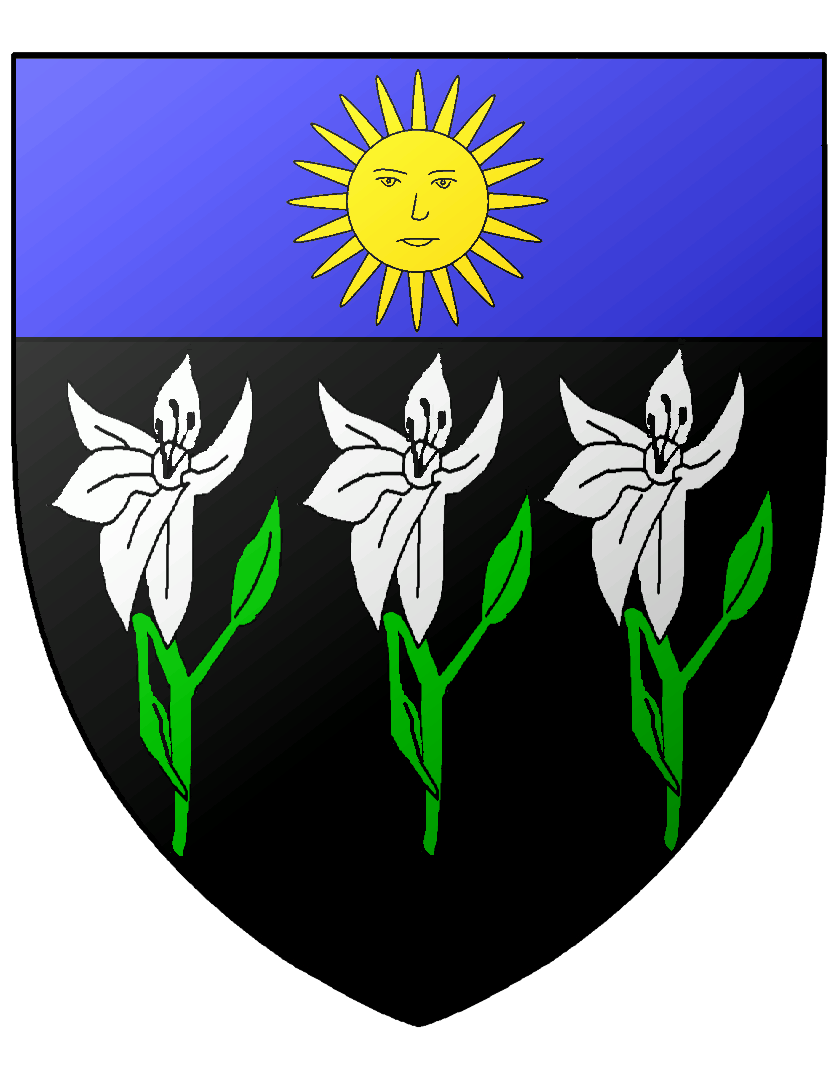
Tre gigli di giardino ordinati in fascia (Corporazione dei Giardinieri e Orticoltori di Parigi
D'azzurro, a tre gigli di giardino d'argento fogliati di verde (Ormesson-sur-Marne, Francia)
Inquartato: nel 1º e 4º d'oro, alla croce ancorata di rosso; nel 2º e 3º d'azzurro, a due viole del pensiero fustate e fogliate d'oro nel capo, sostenuti da un giglio di giardino fiorito di tre pezzi, fustato e fogliato d'argento (Athies, Francia)

È possibile trovare anche il giglio d'acqua (Iris pseudacorus).

Tagliato d'argento e d'azzurro, a due gigli d'acqua dell'uno nell'altro (Tröndel, Germania)
Due gigli d'acqua nel capo (Teupitz, Germania)